# Os uncinatum
Os uncinatum is de benaming voor een accessoir voetwortelbeentje dat soms als extra ossificatiepunt ontstaat gedurende de embryonale ontwikkeling. Bij de mensen bij wie het botje voorkomt, bevindt het botje zich aan de plantaire zijde van de voetwortel, bij het os cuneiforme laterale naast het derde middenvoetsbeentje. Gefuseerd met het os cuneiforme laterale kan het een haakvormig uitsteeksel vormen. Het kan echter ook los liggen.
Op röntgenfoto's wordt een os uncinatum soms onterecht aangemerkt als afwijkend, losliggend botdeel of als fractuur.